# Кутасин, Александр Иванович
Александр Иванович Кутасин (1903—1978) — генерал-лейтенант авиации, деятель советской космической программы, причастный, в числе прочего, к подготовке полёта первого человека в космос.

## Биография
Генерал-майор авиации с 7 августа 1943 года.
Готовил лётчиков для боёв в небе Испании, в 1939—1940 участвовал в воздушных боях Зимней войны с Финляндией. Участвовал в Великой Отечественной войне (в годы войны начальник Батайской школы пилотов, на некоторое время эвакуированной в город Евлах Азербайджанской ССР).
В период начала освоения космоса в числе прочего начальник службы поиска космонавтов. Служба генерала Кутасина должна была обнаруживать на местности приземлившихся после запуска и полёта космонавтов и корабли «Восток», приходя затем им на помощь. В 1961 году работал в должности заместителя начальника Главного штаба ВВС по лётной службе, кавалер ордена Красной Звезды (1961).
Генерал Каманин в своём не предназначавшемся для публикации, но всё же опубликованном посмертно дневнике критически отзывается о Кутасине.
Похоронен на Введенском кладбище (13 уч.).